# واتسون (حاسوب)

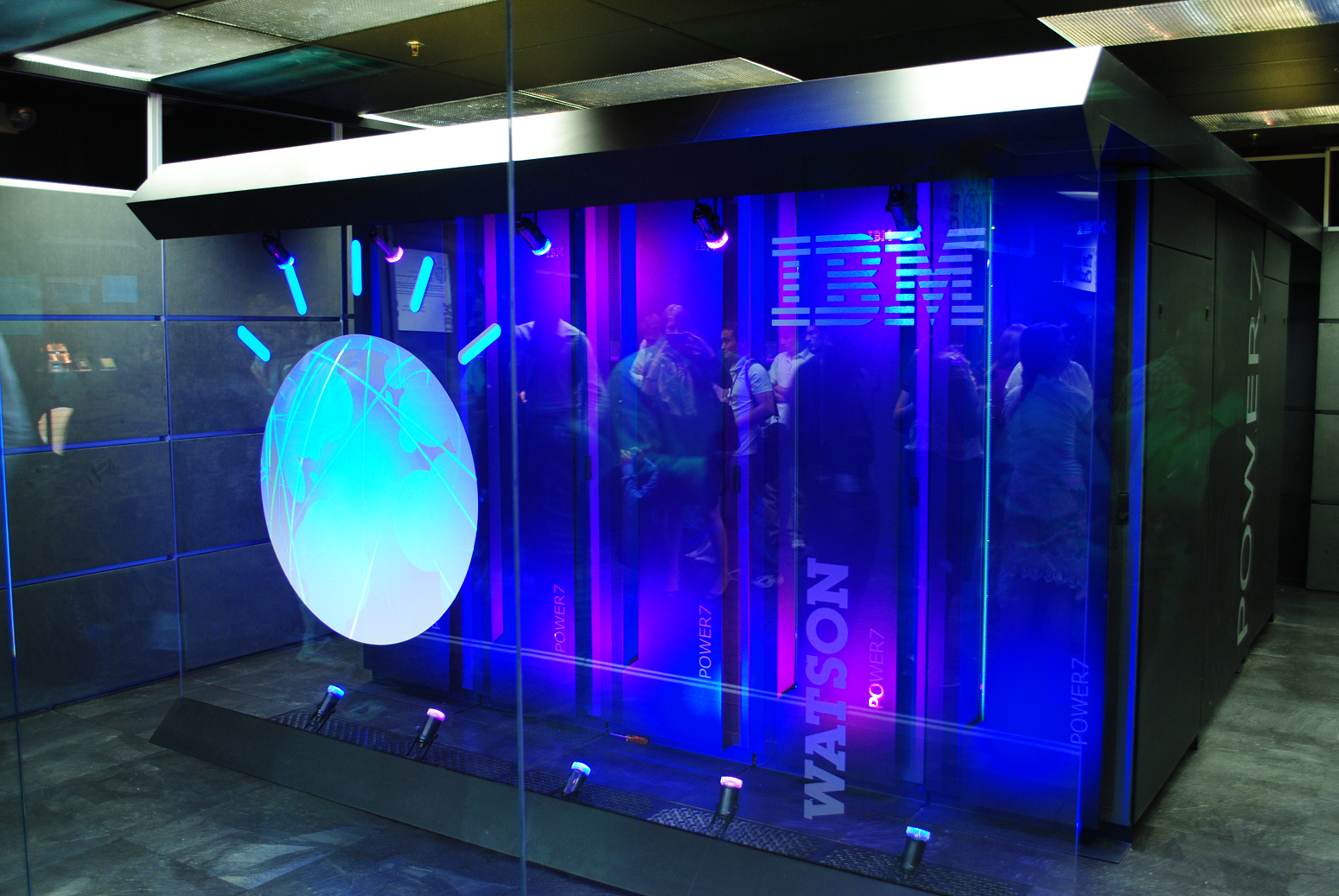

واتسون (بالإنجليزية: Watson)‏ هو نظام حاسوب للذكاء الاصطناعي قادر على الإجابة على أسئلة يتم طرحها بلغة طبيعية تم تطويره من قبل مشروع DeepQA في شركة آي بي إم. جاءت تسمية واتسون على اسم توماس واتسون رئيس شركة آي بي إم في النصف الأول من القرن العشرين. تم تطوير هذا النظام خصيصا للإجابة على أسئلة برنامج مسابقات المحك، حيث تنافس في عام 2011 مع الفائزين السابقين وتغلب عليهم فحصل على الجائزة الأولى وقيمتها مليون دولار أمريكي.
يقوم واتسون بتخزين ما يقارب 200 مليون صفحة من المعلومات المنظمة وغير المنظمة والتي تحتل سعة 4 تيرابايت بما فيها النص الكامل لموسوعة ويكيبيديا، ولكنه لا يكون متصلا إلى الإنترنت أثناء المسابقة. تم تطوير نظام الكمبيوتر في البداية للإجابة على الأسئلة في مسابقة Jeopardy! وفي عام 2011 ، تنافس نظام الكمبيوتر Watson على لعبة Jeopardy! ضد البطل براد روتر وكين جينينغز حيث كانت جائزة الفوز بالمركز الأول قدرها مليون دولار.